# Federación Argentina de Football
La Federación Argentina de Football fue una liga disidente, no reconocida entonces por la FIFA, escindida de la Asociación Argentina de Football, que  organizó campeonatos paralelos entre 1912 y 1914. Estos campeonatos fueron reconocidos, luego de la fusión, por la  antecesora de la Asociación del Fútbol Argentino (AFA), y a los ganadores de los torneos de Primera División, se les entregó de manera simbólica y retroactiva la Copa Campeonato, consecuentemente sus concursos son oficiales para el ente rector.

## Historia
| Equipos fundacionales              |
| ---------------------------------- |
| Gimnasia y Esgrima de Buenos Aires |
| Porteño                            |
| Estudiantes de La Plata            |

| Equipos promovidos   |
| -------------------- |
| Argentino de Quilmes |
| Atlanta              |
| Independiente        |
| Kimberley            |

| Equipo afiliado    |
| ------------------ |
| Sportiva Argentina |

## Palmarés

### Primera categoría
Denominada Primera División .
| Temp. | Campeón                      | Subcampeón                   | Tercero                      |
| ----- | ---------------------------- | ---------------------------- | ---------------------------- |
| 1912  | Porteño (20)                 | Independiente (20)           | Estudiantes de La Plata (19) |
| 1913  | Estudiantes de La Plata (31) | GEBA (28)                    | Argentino de Quilmes (27)    |
| 1914  | Porteño (24)                 | Estudiantes de La Plata (21) | Independiente (19)           |

### Segunda categoría
Denominada División Intermedia.
| Temp. | Campeón                | Subcampeón        | Tercero      |
| ----- | ---------------------- | ----------------- | ------------ |
| 1912  | Tigre                  | Hispano Argentino | Se desconoce |
| 1913  | Floresta               | General Belgrano  | No hubo      |
| 1914  | Defensores de Belgrano | Burzaco           | No hubo      |

### Tercera categoría
Denominada Segunda División.
| Temp. | Campeón                     | Subcampeón                   | Tercero      |
| ----- | --------------------------- | ---------------------------- | ------------ |
| 1912  | Tigre II "B"                | Argentino de Vélez Sarsfield | No hubo      |
| 1913  | Estudiantes de La Plata III | Se desconoce                 | Se desconoce |
| 1914  | Tigre Juniors               | Se desconoce                 | Se desconoce |

### Cuarta categoría
Denominada Tercera División
| Temp. | Campeón            | Subcampeón   | Tercero      |
| ----- | ------------------ | ------------ | ------------ |
| 1912  | GEBA III           | Se desconoce | Se desconoce |
| 1913  | Solís              | Se desconoce | Se desconoce |
| 1914  | Vélez Sarsfield II | Se desconoce | Se desconoce |